# 蕭言軒
蕭言軒 （1995年12月13日—），台灣平面設計師、媒體藝術家與獨立策展人，新北板橋人，生於彰化縣社頭鄉。現任新北市政府青年局顧問。曾任新北市政府青年事務委員會委員、新北市客家事務局青年智庫、板橋435藝文特區駐村藝術家、臺中市政府青年事務諮詢委員會委員。

## 生平簡述
父親的職業是警察，母親家族為彰化員林張姓福佬客，因父母工作單位轉換緣故，童年階段長時間居於新北板橋；高中階段就讀國立彰化高商廣告設計科，除平面設計訓練外，也多次參與校外演講競賽。
2014年高職畢業後至今居住在新北市，同年入學國立臺北商業大學，2018年完成數位多媒體設計系暨應用外語系雙學士學位畢業，後入學新竹國立交通大學應用藝術研究所。
2019年起投入青年公共事務參與，以藝術文化專長背景建言及協助政府相關業務推動，同年8月以智庫成員身份出席於三峽舉辦的新北市客家義民爺文化祭，2022年11月27日，於臺中市政府青諮會向臺中交通局及中捷公司提出站內藝文廊及藝文場域規劃之建議。
2022年參與新北市文化基金會之偏鄉科技藝術教育計劃「科技藝術的島嶼漫遊」。並於2023年3月26日，因支持客家文化發展及對於藝術教育貢獻，經新北市客家局推薦、新北市議會評選，獲頒新北市社會優秀青年。
2023年12月28日還我母語運動紀念日35週年當天，因對客家藝術演繹、文化融入教育與將客家美學推向世界等貢獻，獲客家委員會頒發客家事務專業獎章三等。

## 藝術駐村
- 2023 - 迄今，板橋435藝文特區，藝術家工作室第5期進駐（英语：Artist-in-residence）計劃[15]，新北，臺灣。
- 2020 - 2023，板橋435藝文特區，藝術家工作室第4期進駐計劃，新北，臺灣。

## 獎項紀錄
| 年份   | 獎項名稱                           | 獲獎類別             | 作品                                                  | 結果 |
| ------ | ---------------------------------- | -------------------- | ----------------------------------------------------- | ---- |
| 2017年 | Akatsuki Game Hackathon            | 年度創意獎           | 《Huminator》                                         | 獲獎 |
| 2020年 | Asia Design Prize（亞洲設計獎）    | 視覺傳達設計         | 《Context to Type》                                   | 獲獎 |
| 2020年 | 捷運車站設計策展大賽               | 最佳科技應用獎       | 《一家之寵》                                          | 獲獎 |
| 2020年 | 世安美學獎                         | 美學論文獎           | 〈熵媒體：媒體本質的轉向及其美學〉                    | 獲獎 |
| 2020年 | 南方影展主視覺徵件競賽             | 主視覺設計佳作       | 《影像成為身體》                                      | 獲獎 |
| 2020年 | 國立交通大學傑出貢獻獎             | 才藝類               | -                                                     | 獲獎 |
| 2021年 | 桃園美術協會表現傑出獎             | 表現傑出獎           | -                                                     | 獲獎 |
| 2022年 | 康堤盃藝術與跨領域設計競賽         | 最佳視覺傳達獎       | 《日常與疫後新日常》                                  | 獲獎 |
| 2022年 | 康堤盃藝術與跨領域設計競賽         | 最佳平面設計獎       | 《疫情而我這樣生活》                                  | 獲獎 |
| 2023年 | 新北市社會優秀青年                 | 文化藝術             | -                                                     | 獲獎 |
| 2023年 | Muse Creative Awards（繆斯創意獎） | 行銷與推廣：單件海報 | 《Poster KV of HAKKA-PERSPECTIVE Special Exhibition》 | 獲獎 |
| 2023年 | Muse Creative Awards（繆斯創意獎） | 體驗與沈浸：展覽體驗 | 《Curating of HAKKA-PERSPECTIVE Special Exhibition》  | 獲獎 |
| 2023年 | 客家事務專業獎章                   | 三等                 | -                                                     | 獲獎 |